# Carlo Antonio Marin
Carlo Antonio Marin (* 4. Januar 1745 in Orzinuovi in der Provinz Brescia ; † 17. April 1815 in Venedig) war ein venezianischer Geschichtsschreiber und Archivleiter. Sein Hauptwerk war die nach dem Ende der Republik Venedig über ein Jahrzehnt publizierte Storia civile e politica del commercio de’ Veneziani, die sich mit der Handelsgeschichte Venedigs befasste.

## Leben
Carlo Antonio wurde in eine venezianische Adelsfamilie geboren, die zu den Case Nuove zählte. Er füllte, wie die meisten adligen Männer, staatliche Ämter aus, wie den eines Provveditore und Capitano von Salò und den eines Provveditore der westgriechischen Inseln Cefalonia und Itaca. Vor allem aber führte er verschiedene Kriegsschiffe, zunächst leicht bewaffnete, also solche mit einer kleineren Besatzung, die als sottile bezeichnet wurden, später aber auch Galeeren. Dabei stieg er bis zum sopracomito auf.
Auf Korfu heiratete er 1776 die von der Insel stammende sechzehnjährige Isabella Teotochi (Albrizzi) auf Vermittlung des Andrea Verlamo und auf Drängen ihrer Mutter. Aus dieser Ehe ging bereits im nächsten Jahr der gemeinsame Sohn Giovan Battista Marin hervor, doch begann ihre Abneigung gegen Marin schon gleich zu Anfang. Als Marin zum Provveditore von Cefalonia gewählt wurde, weigerte sich seine Frau mitzureisen. So trat er die Reise nach Griechenland allein an. 1794 wurde Isabella beim Erzbischof von Korfu vorstellig, um die Ehe zu annullieren, wogegen sich Marin wehrte. Trotz ablehnenden Bescheids setzte Isabella ihre Bemühungen fort und wurde dabei, sie lebte seit 1779 in Venedig, vom einflussreichen Inquisitor Giovanni Battista VI. Albrizzi unterstützt. Dank der Vermittlung durch Pietro Pesaro, den Gesandten der Republik Venedig in Rom, erhielt sie von Papst Pius VI. Unterstützung. Dieser wies den Bischof von Belluno an, eine Annullierung der Ehe zu prüfen, wobei der Bischof mit Angelo Querini befreundet war. Am 6. Juli 1795 traf von dort eine positive Antwort ein, zwei Tage später wurde die Ehe aufgelöst. 1796 heiratete sie den vermögenden und gebildeten Inquisitor Giuseppe Albrizzi. 
Marin übernahm die Leitung des bedeutendsten der drei Dépendancen, in die das Staatsarchiv zu dieser Zeit aufgeteilt war. Während seine Dépendance in San Teodoro die „politischen“ Archivalien aufbewahrte, lagen die Gerichtsakten in San Zanipolo, in San Provolo die des Fiskus und der Domänen. Der zuständige französische Minister mit Sitz in Mailand erhielt am 24. September 1807 Marins Bericht über den Zustand seines Archives.
Marins Hauptwerk entstand überwiegend erst im Jahrzehnt nach seiner politisch-militärischen Karriere, nach dem Ende der Republik Venedig im Jahr 1797. So verfasste er seine monumentale Storia civile e politica del commercio de'Veneziani in acht Bänden, die von 1798 bis 1808 in Venedig publiziert wurde. Für Samuele Romanin war das Werk zwar eine gewaltige Fleißarbeit, doch sprachlich und in der Quellennutzung weise es, so Romanin, erhebliche Mängel auf.
Marin gehörte die nach seiner Familie benannte Villa Marin in Gardigiano, heute eine frazione von Scorzè.